# Jakob von Uexküll

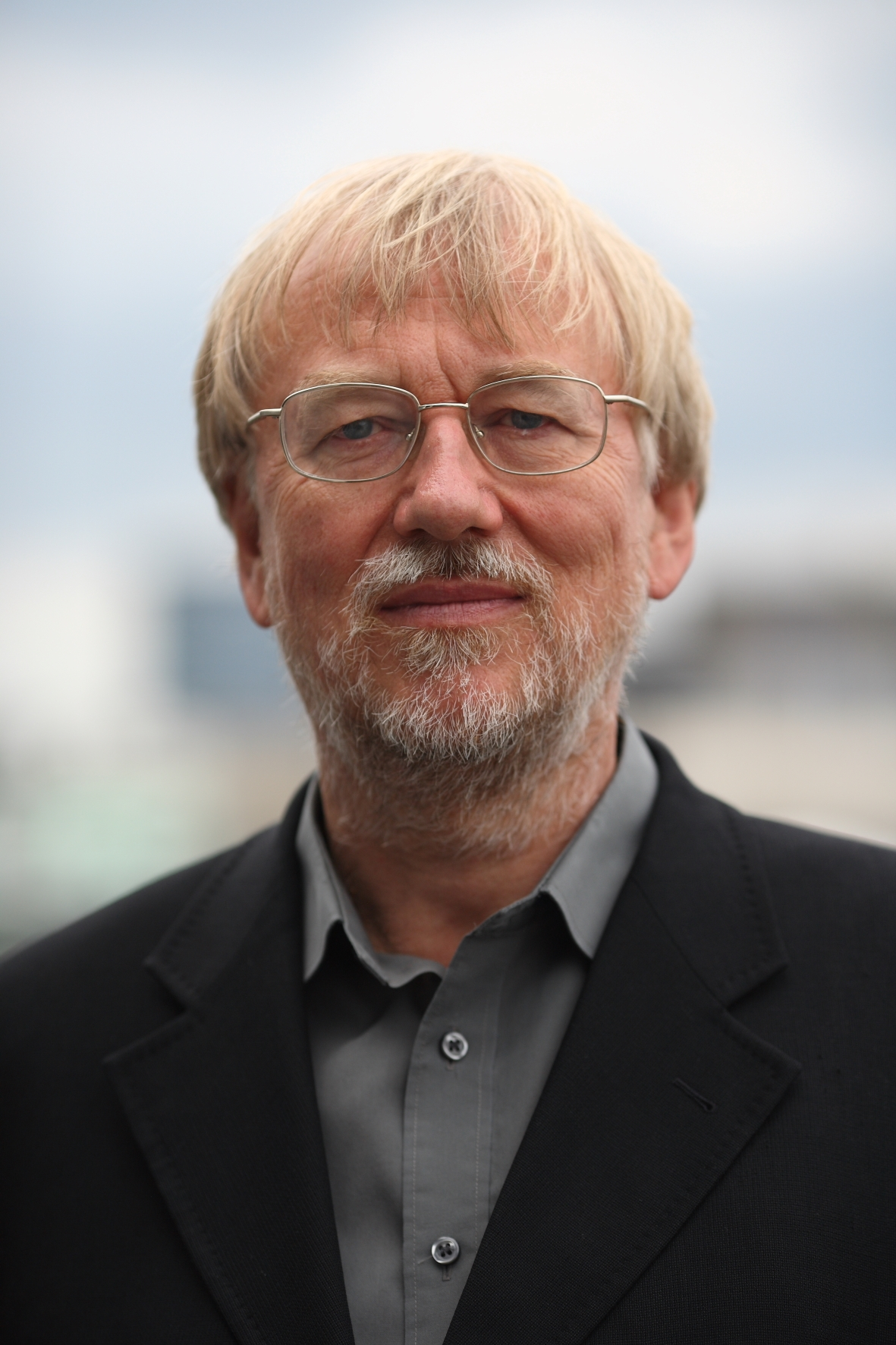
Jakob von Uexküll (2008)

Carl Wolmar Jakob von Uexküll (* 19. August 1944 in Uppsala) ist ein schwedisch-deutscher Berufsphilatelist, Publizist, Philanthrop und Umweltaktivist. Uexküll stiftete 1980 den Right Livelihood Award und ist Mitbegründer des Alternativen Weltwirtschaftsgipfels (1984, The Other Economic Summit). Von 1987 bis 1989 war er Mitglied des Europäischen Parlaments für Die Grünen. Uexküll gründete 1993 den Estonian Renaissance Award und initiierte 2007 zusammen mit Herbert Girardet den Weltzukunftsrat (World Future Council).

## Leben
Uexküll ist der Sohn des Journalisten Gösta von Uexküll, Neffe von Thure von Uexküll und Enkel des deutschbaltischen Biologen Jakob Johann von Uexküll. Er wuchs in Schweden und in Hamburg auf. Er besitzt die schwedische und die deutsche Staatsangehörigkeit. Uexküll studierte Philosophie, Politik und Ökonomie am College Christ Church der Universität Oxford und erwarb dort 1966 den Abschluss Master of Arts. Anschließend arbeitete er als Autor und Übersetzer, insbesondere zu internationalen und Umweltthemen. Daneben handelte er professionell mit seltenen Briefmarken.
Aufgrund des wachsenden Umweltbewusstseins schlug er der Nobel-Stiftung vor, einen bzw. zwei neue Preise für diesen Bereich einzuführen. Nachdem sein Vorschlag von der Stiftung abgelehnt worden war, verkaufte er 1980 Briefmarken aus seiner Sammlung im Wert von einer Million US-Dollar, gründete von dem Erlös die Right Livelihood Award Foundation und stiftete den als „Alternativen Nobelpreis“ bekannten Right Livelihood Award. Er suchte zwei Preisträger im vorgeschlagenen Bereich aus und verlieh den Preis in einem angemieteten Lokal in Stockholm. Der Preis wird seither jährlich an alternativ tätige Initiatoren verliehen und zeichnet humanitäre, soziale und ökologische Projekte auf dem Weg zu einer besseren Welt aus. Seit 1985 findet die Preisverleihung im schwedischen Parlament statt. Die Stiftung wird heute von seinem Neffen Ole von Uexküll geleitet.
Uexküll kandidierte bei der Europawahl 1984 für Die Grünen. Er verpasste zunächst den Einzug in das Europäische Parlament, rückte aber im November 1987 für den ausgeschiedenen Friedrich-Wilhelm Graefe zu Baringdorf nach. Bis zum Ende der Legislaturperiode 1989 saß er in der Regenbogenfraktion, war Mitglied im Politischen Ausschuss und Delegierter für die Beziehungen zur Union der Sozialistischen Sowjetrepubliken. Von 1989 bis 1990 war er im Vorstand von Greenpeace Deutschland. 1999 wurde er mit dem Salzburger Landespreis für Zukunftsforschung ausgezeichnet. Im Jahre 2007 gründete er zusammen mit Herbert Girardet den World Future Council (Weltzukunftsrat). Dieser setzt sich für ein verantwortungsvolles, nachhaltiges Denken und Handeln im Sinne zukünftiger Generationen ein. Seine 50 Mitglieder kommen aus Politik, Geschäftswelt, Wissenschaft und Kultur aus allen fünf Kontinenten. Der Rat identifiziert mithilfe eines Netzwerks von Wissenschaftlern, Parlamentariern und Umweltorganisationen weltweit aus seiner Sicht zukunftsweisende Politikansätze und fördert ihre Implementierung auf internationaler, nationaler und regionaler Ebene. Im Januar 2019 trat er als Vorstandsvorsitzender der Stiftung zurück.
Jakob von Uexküll ist Mitbegründer und Patron weiterer Organisationen sowie Redner und politischer Organisator.
Am 10. November 2006 wurde er in Vaduz (Liechtenstein) mit dem großen Binding-Preis für Natur- und Umweltschutz ausgezeichnet. Am 13. März 2008 erhielt er im „Weißen Saal“ des Neuen Schlosses in Stuttgart den Erich-Fromm-Preis 2008. 2009 wurde er mit dem Verdienstkreuz 1. Klasse des Verdienstordens der Bundesrepublik Deutschland geehrt.

## Schriften (Auswahl)
- als Herausgeber: Der alternative Nobelpreis. Aus dem Englischen übersetzt von Erika Ifang. In: Metapolitik. Dianus-Trikont, München 1985, ISBN 3-88167-142-0.
- als Mitherausgeber: Projekte der Hoffnung. Der alternative Nobelpreis. Aus dem Englischen übersetzt von Martina Tichy und Gabriele Zelisko. Raben, München 1990, ISBN 3-922696-58-9.
- The Early Postal History of Saudi Arabia. London 2001, ISBN 1-903022-10-X.
- als Mitherausgeber: Die Zukunft gestalten. Die Aufgaben des Weltzukunftsrates (World Future Council). Übersetzt von Katrin Lorenz. Kamphausen, Bielefeld 2005, ISBN 3-89901-046-9.
- Das sind wir unsern Kindern schuldig. Europäische Verlags-Anstalt, Hamburg 2007, ISBN 978-3-434-50611-9.